# División de Honor (Schach) 2017
Die División de Honor 2017 war die 23. Saison der División de Honor und gleichzeitig die 61. Spanische Mannschaftsmeisterschaft im Schach. Sie wurde mit acht Mannschaften ausgetragen. Meister wurde der Titelverteidiger Sestao Bizkaialde. Aus der Primera División waren Escola d’Escacs de Barcelona und CAC Beniajan Duochess aufgestiegen. Beide Aufsteiger erreichten den Klassenerhalt, während Gros Xake Taldea und Equigoma Casa Social Catolica absteigen mussten. Equigoma Casa Social Catolica gab in der letzten Runde zwei Partien kampflos ab, infolgedessen wurden der Mannschaft gemäß der allgemeinen Wettbewerbsbestimmungen des spanischen Schachverbandes im Endklassement zwei der vier erzielten Mannschaftspunkte abgezogen.
Zu den Mannschaftskadern der teilnehmenden Vereine siehe Mannschaftskader der División de Honor (Schach) 2017.

## Modus
Die acht teilnehmenden Mannschaften spielten ein einfaches Rundenturnier. Gespielt wurde an sieben Brettern, wobei mindestens eine Frau eingesetzt werden musste. Über die Platzierung entschied zunächst die Zahl der Mannschaftspunkte (zwei Punkte für einen Sieg, ein Punkt für ein Unentschieden, kein Punkt für eine Niederlage) und danach die Anzahl der Brettpunkte (ein Punkt für einen Sieg, ein halber Punkt für ein Remis, kein Punkt für eine Niederlage). Die beiden Letzten stiegen in die Primera División ab.

## Termine und Spielort
Das Turnier wurde vom 14. bis 20. Oktober in Linares gespielt.

## Endtabelle
| Pl. | Verein                                | Sp | G | U | V | Mannsch.-P. | Brett-P.  |
| --- | ------------------------------------- | -- | - | - | - | ----------- | --------- |
| 01. | Sestao Bizkaialde (M)                 | 7  | 6 | 1 | 0 | 13:1        | 29,5:18,5 |
| 02. | C. A. Solvay                          | 7  | 4 | 2 | 1 | 10:4        | 26,0:23,0 |
| 03. | Escola d’Escacs de Barcelona (N)      | 7  | 4 | 1 | 2 | 9:5         | 26,5:22,5 |
| 04. | Merida Patrimonio Humanidad Ajoblanco | 7  | 4 | 0 | 3 | 8:6         | 24,5:24,5 |
| 05. | CAC Beniajan Duochess (N)             | 7  | 1 | 2 | 4 | 4:10        | 24,5:24,5 |
| 06. | Jaime Casas Monzon                    | 7  | 2 | 0 | 5 | 4:10        | 23,0:26,0 |
| 07. | Gros Xake Taldea                      | 7  | 2 | 0 | 5 | 4:10        | 20,0:29,0 |
| 08. | Equigoma Casa Social Catolica         | 7  | 1 | 2 | 4 | 2:12        | 22,0:27,0 |

## Entscheidungen
|     | spanischer Mannschaftsmeister: Sestao Bizkaialde                                   |
|     | Absteiger in die Primera División: Gros Xake Taldea, Equigoma Casa Social Catolica |
| (M) | Titelverteidiger                                                                   |
| (N) | Vorjahresaufsteiger                                                                |

## Kreuztabelle
| Ergebnisse | Ergebnisse                            | 01. | 02. | 03. | 04. | 05. | 06. | 07. | 08. |
| ---------- | ------------------------------------- | --- | --- | --- | --- | --- | --- | --- | --- |
| 01.        | Sestao Bizkaialde                     |     | 5   | 4   | 4½  | 3½  | 4   | 4½  | 4   |
| 02.        | C. A. Solvay                          | 2   |     | 3½  | 4   | 4   | 4½  | 4½  | 3½  |
| 03.        | Escola d’Escacs de Barcelona          | 3   | 3½  |     | 4½  | 4½  | 4   | 2½  | 4½  |
| 04.        | Merida Patrimonio Humanidad Ajoblanco | 2½  | 3   | 2½  |     | 4   | 4   | 4   | 4½  |
| 05.        | CAC Beniajan Duochess                 | 3½  | 3   | 2½  | 3   |     | 2½  | 6½  | 3½  |
| 06.        | Jaime Casas Monzon                    | 3   | 2½  | 3   | 3   | 4½  |     | 3   | 4   |
| 07.        | Gros Xake Taldea                      | 2½  | 2½  | 4½  | 3   | ½   | 4   |     | 3   |
| 08.        | Equigoma Casa Social Catolica         | 3   | 3½  | 2½  | 2½  | 3½  | 3   | 4   |     |

## Die Meistermannschaft
| 1.            | Sestao Bizkaialde |
| Schachfiguren | Radosław Wojtaszek, Jan-Krzysztof Duda, Markus Ragger, Gawain Jones, Romain Édouard, Salvador Gabriel Del Río Angelis, Sabrina Vega Gutiérrez, Sergio Trigo Urquijo. |